# Lista siturilor arheologice din județul Călărași - N
Lista siturilor arheologice din județul Călărași - N conține toate siturile arheologice din județul Călărași înscrise în Repertoriul Arheologic Național (RAN) și aflate în localități al căror nume începe cu litera N. RAN este administrat de Ministerul Culturii și Patrimoniului Național și cuprinde date științifice, cartografice, topografice, imagini și planuri, precum și orice alte informații privitoare la zonele cu potențial arheologic, studiate sau nu, încă existente sau dispărute.
Puteți căuta un sit din localitățile care încep cu litera N folosind formularul de mai jos sau puteți naviga prin toate siturile din județ la Lista siturilor arheologice din județul Călărași.
| Cod RAN                                    | Denumire | Localitate                                      | Adresă          | Datare                                      | Descoperit | Coordonate                                    | Imagine           | Erori            |
| ------------------------------------------ | --- | ----------------------------------------------- | --------------- | ------------------------------------------- | ---------- | --------------------------------------------- | ----------------- | ---------------- |
| 105856.01.01 (Cod LMI: CL-I-m-B-14562.03)  | Situl arheologic de la Nuci - "Palanca" / ansamblu anonim (Categorie: locuire civilă) (Tip: Așezare)                                                       | sat Nuci, comuna Vasilați                       | Palanca         | Boian/Gumelnița mil. V-IV a. Chr.           |            |                                               | Încărcați imagine | Raportați eroare |
| 105856.01.02 (Cod LMI: CL-I-m-B-14562.02)  | Situl arheologic de la Nuci - "Palanca" / ansamblu anonim (Categorie: locuire civilă) (Tip: Așezare)                                                       | sat Nuci, comuna Vasilați                       | Palanca         | Glina mil. II a. Chr.                       |            |                                               | Încărcați imagine | Raportați eroare |
| 105856.01.03 (Cod LMI: CL-I-m-B-14562.01)  | Situl arheologic de la Nuci - "Palanca" / ansamblu anonim (Categorie: locuire civilă) (Tip: Așezare)                                                       | sat Nuci, comuna Vasilați                       | Palanca         | geto-dacică sec. II - I a.Chr.              |            |                                               | Încărcați imagine | Raportați eroare |
| 105400.01.01 (Cod LMI: CL-II-m-A-14694.01) | Mânăstirea Negoești / ansamblu Biserica "Sf. Arhangheli Mihail și Gavril" (Categorie: structură de cult/religioasă) (Tip: biserică)                        | sat Negoiești, comuna Șoldanu                   |                 | 1649                                        |            | 44°13′40″N 26°30′29″E / 44.22778°N 26.50805°E | Încărcați imagine | Raportați eroare |
| 105400.01.01 (Cod LMI: CL-II-m-A-14694.01) | Mânăstirea Negoești / ansamblu Biserica "Sf. Arhangheli Mihail și Gavril" / complex anonim (Categorie: structură de cult/religioasă) (Tip: zid de incintă) | sat Negoiești, comuna Șoldanu                   |                 | 1777                                        |            | 44°13′40″N 26°30′29″E / 44.22778°N 26.50805°E | Încărcați imagine | Raportați eroare |
| 105400.01.01 (Cod LMI: CL-II-m-A-14694.01) | Mânăstirea Negoești / ansamblu Biserica "Sf. Arhangheli Mihail și Gavril" / complex anonim (Categorie: structură de cult/religioasă) (Tip: chilie)         | sat Negoiești, comuna Șoldanu                   |                 | 1777                                        |            | 44°13′40″N 26°30′29″E / 44.22778°N 26.50805°E | Încărcați imagine | Raportați eroare |
| 105400.01.02 (Cod LMI: CL-II-m-A-14694.02) | Mânăstirea Negoești / ansamblu Chiliile mânăstirii Negoești (Categorie: structură de cult/religioasă) (Tip: Chilie)                                        | sat Negoiești, comuna Șoldanu                   |                 | 1649, refăcute în 1777, 1850                |            | 44°13′40″N 26°30′29″E / 44.22778°N 26.50805°E | Încărcați imagine | Raportați eroare |
| 105400.01.03 (Cod LMI: CL-II-m-A-14694.03) | Mânăstirea Negoești / ansamblu anonim (Categorie: structură de cult/religioasă) (Tip: Zid de incintă)                                                      | sat Negoiești, comuna Șoldanu                   |                 | 1649, refăcute în 1777, 1850                |            | 44°13′40″N 26°30′29″E / 44.22778°N 26.50805°E | Încărcați imagine | Raportați eroare |
| 104350.01.01                               | Tumul aparținând culturii Yamnaia / ansamblu anonim (Categorie: descoperire funerară) (Tip: Tumul)                                                         | sat Nicolae Bălcescu, comuna Nicolae Bălcescu   | Movila Plastara | Yamnaia mil. IV-III a.Chr                   | 2007       | 44°26′14″N 26°47′13″E / 44.43722°N 26.78695°E | Încărcați imagine | Raportați eroare |
| 104350.02.01                               | Așezarea medievală de la Nicolae Bălcescu (I) / ansamblu anonim (Categorie: așezare) (Tip: Așezare)                                                        | sat Nicolae Bălcescu, comuna Nicolae Bălcescu   |                 | Dridu sec. IX-X                             | 2007       | 44°24′48″N 26°46′36″E / 44.41333°N 26.77667°E | Încărcați imagine | Raportați eroare |
| 104350.02.02                               | Așezarea medievală de la Nicolae Bălcescu (I) / ansamblu anonim (Categorie: așezare) (Tip: Așezare)                                                        | sat Nicolae Bălcescu, comuna Nicolae Bălcescu   |                 |                                             | 2007       | 44°24′48″N 26°46′36″E / 44.41333°N 26.77667°E | Încărcați imagine | Raportați eroare |
| 104350.03.01                               | Așezarea medievală de la Nicolae Bălcescu (II) / ansamblu anonim (Categorie: așezare) (Tip: Așezare)                                                       | sat Nicolae Bălcescu, comuna Nicolae Bălcescu   |                 |                                             | 2007       | 44°24′47″N 26°46′26″E / 44.41306°N 26.77389°E | Încărcați imagine | Raportați eroare |
| 104350.04.01                               | Așezarea de epoca bronzului de la Nicolae Bălcescu / ansamblu anonim (Categorie: așezare) (Tip: Așezare)                                                   | sat Nicolae Bălcescu, comuna Nicolae Bălcescu   |                 |                                             |            | 44°24′30″N 26°45′46″E / 44.40833°N 26.76278°E | Încărcați imagine | Raportați eroare |
| 104350.04.02                               | Așezarea de epoca bronzului de la Nicolae Bălcescu / ansamblu anonim (Categorie: așezare) (Tip: Așezare)                                                   | sat Nicolae Bălcescu, comuna Nicolae Bălcescu   |                 |                                             |            | 44°24′30″N 26°45′46″E / 44.40833°N 26.76278°E | Încărcați imagine | Raportați eroare |
| 93959.01.01                                | Așezarea și cimitirul fostului sat Valea Seacă / ansamblu anonim (Categorie: locuire civilă) (Tip: Așezare)                                                | sat Nucetu, comuna Lupșanu                      |                 |                                             | 2007       | 44°24′35″N 26°53′50″E / 44.40972°N 26.89722°E | Încărcați imagine | Raportați eroare |
| 93959.01.02                                | Așezarea și cimitirul fostului sat Valea Seacă / ansamblu anonim (Categorie: locuire civilă) (Tip: Necropolă)                                              | sat Nucetu, comuna Lupșanu                      |                 |                                             | 2007       | 44°24′35″N 26°53′50″E / 44.40972°N 26.89722°E | Încărcați imagine | Raportați eroare |
| 93959.02.01                                | Așezarea de secol IV p.Chr de la Nucetu (I) / ansamblu anonim (Categorie: așezare) (Tip: Așezare)                                                          | sat Nucetu, comuna Lupșanu                      |                 | Sântana de Mureș - Cerneahov sec. IV p.Chr. | 2007       | 44°24′21″N 26°54′06″E / 44.40583°N 26.90167°E | Încărcați imagine | Raportați eroare |
| 93959.03.01                                | Așezarea de secol IV p.Chr de la Nucetu (II) / ansamblu anonim (Categorie: așezare) (Tip: Așezare)                                                         | sat Nucetu, comuna Lupșanu                      |                 | Sântana de Mureș - Cerneahov sec. IV p.Chr. | 2007       | 44°24′29″N 26°54′12″E / 44.40805°N 26.90333°E | Încărcați imagine | Raportați eroare |
| 105400.02.01                               | Așezarea Glina de la Negoești-Vala Rasa / ansamblu anonim (Categorie: locuire) (Tip: așezare)                                                              | sat Negoiești, comuna Șoldanu                   | Vala Rasa       | Glina                                       |            | 44°13′59″N 26°31′00″E / 44.23306°N 26.51667°E | Încărcați imagine | Raportați eroare |
| 105400.03.01                               | Așezarea eneolitică de la Negoești-Valea Rasa / ansamblu anonim (Categorie: locuire) (Tip: așezare)                                                        | sat Negoiești, comuna Șoldanu                   | Vala Rasa       | Gumelnița - A1                              |            | 44°14′27″N 26°31′59″E / 44.24083°N 26.53306°E | Încărcați imagine | Raportați eroare |
| 105400.04.01                               | Așezarea geto-dacică de la Negoești-Valea Rasa / ansamblu anonim (Categorie: locuire) (Tip: așezare)                                                       | sat Negoiești, comuna Șoldanu                   | Valea Rasa      | getică sec. II-I a. Chr                     |            | 44°14′34″N 26°31′03″E / 44.24278°N 26.5175°E  | Încărcați imagine | Raportați eroare |
| 105400.04.01                               | Așezarea geto-dacică de la Negoești-Valea Rasa / complex anonim (Categorie: locuire) (Tip: tezaur monetar)                                                 | sat Negoiești, comuna Șoldanu                   | Valea Rasa      | getică sec. II-I a. Chr.                    |            | 44°14′34″N 26°31′03″E / 44.24278°N 26.5175°E  | Încărcați imagine | Raportați eroare |
| 105400.05.01                               | Așezarea Dridu de la Negoești-Valea Rasa / ansamblu anonim (Categorie: locuire) (Tip: așezare)                                                             | sat Negoiești, comuna Șoldanu                   | Valea Rasa      | Dridu                                       |            | 44°14′35″N 26°31′00″E / 44.24306°N 26.51667°E | Încărcați imagine | Raportați eroare |
| 105400.06.01                               | Așezarea din epoca bronzului de la Negoiești / ansamblu anonim (Categorie: locuire) (Tip: așezare)                                                         | sat Negoiești, comuna Șoldanu                   | Valea Rasa      |                                             |            |                                               | Încărcați imagine | Raportați eroare |
| 94134.01.01                                | Așezarea Coslogeni de la Nicolae Bălcescu / ansamblu anonim (Categorie: locuire) (Tip: așezare)                                                            | sat Nicolae Bălcescu, comuna Alexandru Odobescu |                 | Coslogeni sf. Mil. II î.Hr.                 |            | 44°16′46″N 27°04′11″E / 44.27953°N 27.06962°E | Încărcați imagine | Raportați eroare |
| 93959.04.01                                | Așezarea Coslogeni de la Nucetu / ansamblu anonim (Categorie: locuire) (Tip: așezare)                                                                      | sat Nucetu, comuna Lupșanu                      |                 | Coslogeni sf. Mil. II î.Hr.                 |            | 44°24′10″N 26°53′55″E / 44.40291°N 26.89873°E | Încărcați imagine | Raportați eroare |